# Priča o igračkama 2
Priča o igračkama 2 (eng. Toy Story 2) je američki računalno-animirani film iz 1999. godine studija Pixar i nastavak animiranoga hita, Priča o igračkama, iz 1995. godine. Redatelji filma su John Lasseter, Lee Unkrich i Ash Brannon, distributerska kuća je Walt Disney Pictures. Premijera filma bila je 19. studenog 1999. godine u SAD-u. Godine 2009. film je ponovno reproduciran u Disney Digital 3D-u zajedno s izvornim filmom, a 2010. objavljen je i treći nastavak.
Andy odlazi u ljetni tematski kaubojski kamp i ostavlja igračke koje su prepuštene same sebi. Stvari se zakompliciraju kada jedan opsesivni sakupljač igračaka otme Woodyja. Woody je postao vrlo traženi unikat jer postoji još samo nekolicina primjeraka iz Woodyjeve kolekcije. Starac koji je ukrao Woodyja nije ni svjestan cijene koju on nosi. Sada je sve na Buzzu i veseloj skupini iz sobe da krenu u akciju i spase svog prijatelja kako ne bi završio kao muzejski primjerak. Igračke moraju pronaći Woodyja prije nego što to Andy uradi.

## Hrvatska sinkronizacija
- Woody - Krešimir Mikić
- Buzz svjetlosni - Ranko Zidarić
- Jessie - Maja Posavec
- Podli Pero kopač - Pero Juričić
- Krumpiroslav - Branko Meničanin
- Žićo - Dean Krivačić
- Reks - Nenad Cvetko
- Krm - Ljubomir Kerekeš
- Mala Bo - Barbara Prpić
- Al - Ozren Grabarić
- Endi - Marin Grbin
- Endijeva mama - Jelena Miholjević
- Gđa Krumpiroslav - Mirela Brekalo
- Bojnik - Luka Peroš
- Barbie - Anja Nigović
- Čistač - Ranko Tihomirović
- Cvilko - Ronald Žlabur
- Zurg - Luka Peroš
- Vanzemaljci - Denin Serdarević, Ivor Plužarić, Antun Bahat

## Unutarnje poveznice
- Pixar Animation Studios

## Vanjske poveznice
- Priča o igračkama 2 - Disney službena stranica (engl.)
- Priča o igračkama 2 u internetskoj bazi filmova IMDb-a (engl.)
- Priča o igračkama 2 na Rotten Tomatoes (engl.)
- Priča o igračkama 2 na Box Office Mojo (engl.)